# Beata Poźniak
Beata Poźniak Daniels, ursprungligen Poźniak, född 30 april 1960 i Gdańsk, är en polsk skådespelare.

## Biografi
Beata Poźniaks inträdesprov till filmhögskolan i Łódź godkändes med högst poäng i landet. Hon tog en magisterexamen med spets vid 23 års ålder.
Filmregissören Oliver Stone valde henne för rollen som Marina Oswald i den Oscarsnominerade filmen JFK. Hon medverkade också i tv-spelet Psychic Detective, som visades på Sundance Film Festival.
Hon är mest känd för sina roller i tv-serier som Melrose Place, Pensacola, George Lucas Indiana Jones äventyr, Mad About You med Helen Hunt. Pozniak spelade den första kvinnliga världspresidenten - president Susanna Luchenko i science fictionserien Babylon 5”, där Warner Bros nominerade henne till en Emmy.
Hon fick en "Croatian Heart Award" för sin insats i "Freedom From Despair" med Michael York och John Savage.

## Filmografi
- 1991 – JFK
- 1993 – Galen i dig (TV-serie) (1 avsnitt)
- 1993 – Indiana Jones äventyr (TV-serie) (1 avsnitt)
- 1993 – Melrose Place (TV-serie) (7 avsnitt)
- 1997 – Babylon 5 (TV-serie) (1 avsnitt)
- 1997 – Dark Skies (TV-serie) (1 avsnitt)
- 1997 – Pensacola - vingar av guld (TV-serie) (1 avsnitt)
- 1997 – På heder och samvete (TV-serie) (1 avsnitt)
- 2002 – The Drew Carey Show (TV-serie) (1 avsnitt)
- 2019 – Mr. Jones